# 弘道站

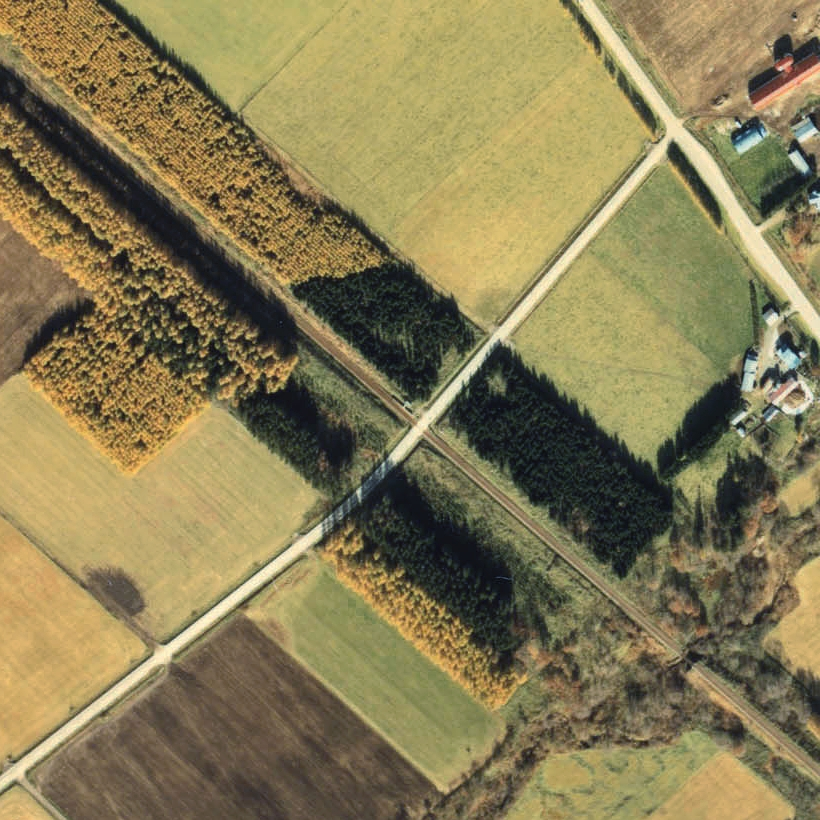
1978年的弘道臨時乘降場與方圓約500米範圍。右下方是遠輕方向。月台旁邊設有候車室。靠近遠輕一方設有弘道地區村落中心道路的平交道。周邊設有防風雪林。

弘道站（日语：／ Kōdō eki */?）是位於北海道紋別市弘道，北海道旅客鐵道（JR北海道）的名寄本線車站（廢站）。隨著名寄本線廢線，車站在1989年（平成元年）5月1日廢除。
部分普通列車通過此站，截至1989年（平成元年）4月30日（廢除前的時間表），下行4班和上行6班通過此站。

## 歷史
- 1956年（昭和31年）5月1日 - 日本國有鐵道（國鐵）名寄本線弘道臨時乘降場（局（日语：鉄道管理局）設定）啟用。
- 1987年（昭和62年）4月1日 - 伴隨國鐵分割民營化，車站由北海道旅客鐵道（JR北海道）營運。同時升級至車站，名為弘道站。
- 1989年（平成元年）5月1日 - 名寄本線全線廢除，此站也廢除。

## 車站構造
截至車站廢除前，車站是一座地面車站，設有1面1線的單式月台。月台位於路軌東北方（遠輕方向的列車會開啟左邊車門）。
由於車站源自臨時乘降場，因此此站為無人車站。沒有車站大樓，月台旁邊設有候車室。在木製月台中，靠近遠輕一方設有斜道。月台長度較短和比較簡單。

## 站名的由來
車站名稱取自所在地名。地名取自當地入植者水戶學的弘道精神。

## 車站周邊
- 國道238號（日语：国道238号）（鄂霍次克國道）[4]
- 北海道北見巴士（日语：北海道北見バス）、北紋巴士（日语：北紋バス）「弘道」巴士站

## 現況
所有車站設施已經撤走。現時，車站遺址變成空地。
截至2001年（平成13年），車站靠近遠輕一方的路段中會途經名為「水谷橋」的混凝土橋，該橋仍然存在，截至2011年（平成23年）也是同樣。

## 相鄰車站
北海道旅客鐵道（JR北海道）
名寄本線
小向－弘道－沼之上

## 注腳
1. ↑  太田幸夫. . 富士Comtem. 2004-02: 220. ISBN 978-4893915498 （日语）.
2. 1 2  本久公洋. . 北海道新聞社. 2011-09: 133. ISBN 978-4894536128 （日语）.
3. ↑  太田幸夫. . 富士Comtem. 2004-02: 187. ISBN 978-4893915498 （日语）.
4. ↑  . 地勢堂. 1980-03: 18 （日语）.
5. ↑  宮脇俊三（日语：宮脇俊三） (编). . JTB Can Books. JTB出版. 2001-07: 35–36. ISBN 978-4533039072 （日语）.
6. ↑  本久公洋. . 北海道新聞社. 2011-09: 125–126. ISBN 978-4894536128 （日语）.